# Yuya Sato
Yuya Sato (佐藤 優也 Satō Yūya?, Ichikawa, Chiba, 10 de febrero de 1986) es un futbolista japonés que juega como guardameta en el Roasso Kumamoto.

## Trayectoria

### Clubes
| Club                | País  | Año       |
| ------------------- | ----- | --------- |
| Ventforet Kofu      | Japón | 2004-2006 |
| Consadole Sapporo   | Japón | 2006-2010 |
| Giravanz Kitakyushu | Japón | 2011-2012 |
| Tokyo Verdy         | Japón | 2013-2015 |
| JEF United Chiba    | Japón | 2016-2020 |
| Roasso Kumamoto     | Japón | 2021-     |